# Etnocentrisme
Etnocentrisme (sammensat af græsk ethnos = folk og en afledning af latin centrum = midtpunkt, midte, ordet er på dansk kendt siden 1965 men stammer fra William Graham Sumner, som indførte det i 1906) er et begreb, der bruges for at beskrive en tendens til (ubevidst) at bruge normer og værdier fra ens egen kultur som målestok for at bedømme og forstå andre kulturer eller samfund. Man sætter sig selv og sin kultur (sin etnicitet) i midten og bedømmer alle andre kulturer ud fra graden af afvigelse fra denne norm.
Etnocentrisme betegnes undertiden som en hoven selvfølelse betinget af, at ens egen gruppe udgør grundlaget for sammenligning med andre grupper, der så af samme årsag bliver mindre positivt bedømt. Etnocentrisme kan også være forbundet med angst for andre folkeslag og nationer (xenofobi) Tendensen til etnocentrisme er universel, fordi alle mennesker er født og opvokset i en kultur, ud fra hvis synspunkt verden anskues. Hvor etnicitet kan opfattes positivt som et middel til at styrke fællesskabsfølelse eller gruppesolidaritet, er den gængse opfattelse af etnocentrisme negativ, da den kan lede til fx nationalisme og xenofobi. Det skyldes dels en positivistisk opfattelse af, at opfattelsen og skildringen af andre kulturer og samfund som et ideal bør være neutral eller objektiv, det vil sige holdningsløs, dels at de fleste fordomsfulde holdninger har et negativt præg og derfor kan (og ofte vil) føre til en modvilje mod det fremmede.
Et eksempel på etnocentrisme er Papalagi, tale af sydhavshøvdingen Tuiavii fra Tiavea. Bogen beskriver det europæisk liv set gennem Samoa-høvdingen Tuiaviis øjne.
Problemstillingen med etnocentrisme er især af betydning ved udforskningen af ældre historiske samfund ved brug af antikke (fx græske eller romerske) skriftlige kilder. Efter som de antikke forfattere i høj grad så på og opfattede fremmede (fx keltiske, germanske) samfund gennem en etnocentristisk synsvinkel, forsøgte de at skabe forståelse for det fremmede ved enten at sammenligne det med noget, der var kendt, eller ved omvendt at fremhæve det fremmedartede som en anderledeshed i forhold til det kendte. Denne tendens blev fremmet ved, at etnografer ofte vil have en tendens til at fremhæve det fremmedartede, der forekommer dem underligt, og fremhæve dette som noget typisk, hvilket let kan fortegne billedet af de(t) skildrede samfund.